# Шеффер, Анри
Анри́ Шеффе́р (фр. Henry Scheffer; 1798—1862) — французский живописец, представитель романтизма. Младший брат Ари Шеффера.

## Творчество

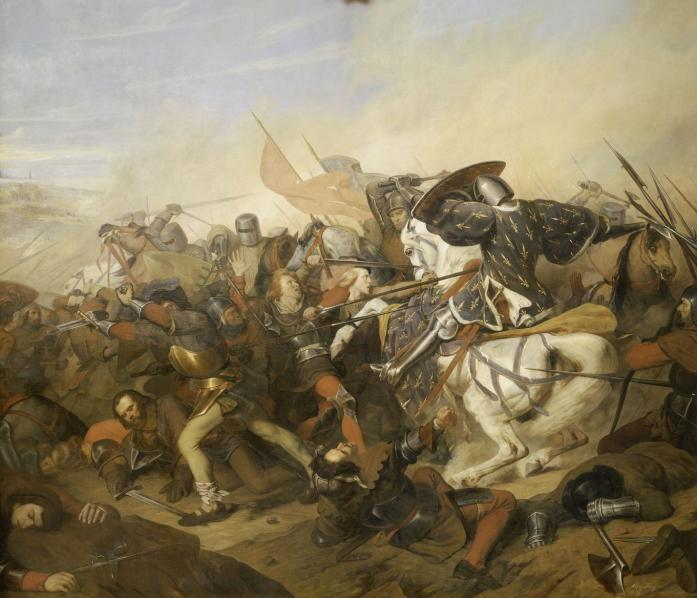
«Битва при Мон-Касселе 23 августа 1328»

Анри Шеффер родился в семье Иоганна Баптиста Шеффера и Корнелии Шеффер, урождённой Ламме, оба родителя были художниками. Был братом знаменитого Ари Шеффера, подобно ему образовался под руководством Жана-Батиста Полена Герена и работал в духе брата, значительно уступая ему в мастерстве. Его работы выставлялись в Салоне с 1824 года и подвергались резкой критике со стороны Шарля Бодлера и Теофиля Готье. По характеристике ЭСБЕ, «рисунок у него не совсем верен, колорит нередко холоден, исполнение вообще неровно, тем не менее его произведения — исторически-жанровые и чисто бытовые картины — не лишены достоинств».
Лучшие из них — «Битва при Мон-Касселе» (находится в Версальском историческом музее), «Арест Шарлотты Корде у трупа убитого ею Марата», «Жанна д’Арк на руанской рыночной площади», «Протестантская проповедь после отмены Нантского эдикта», «Герман и Доротея» (по Гёте) и «Мадам Ролан, идущая на казнь».
8 августа 1837 года был награждён орденом Почётного легиона.
Некоторое время он обучал Пьера Сесиля Пюви де Шаванна.
Его дочь Корнели вышла замуж за французского философа Эрнеста Ренана.